# Paisi II
Paisi II (en grec Παΐσιος Β') va ser patriarca de Constantinoble quatre vegades durant el segle xviii.
Va ser metropolità de Nicomèdia i era conegut pels seus grans coneixements de teologia. La primera vegada que va ser patriarca va substituir Jeremies III, que a l'any 1726 per la influència dels governants de Moldàvia va ser deposat i va marxar a l'exili al monestir del Mont Sinaí. Entre Jeremies III i Paisi II va ser patriarca per un dia Cal·línic III que va morir d'un atac de cor abans de prendre possessió. El mateix dia de la seva mort, el 20 de novembre, el sector que volia impedir que Jeremies tornés al tron, va elegir Paisi immediatament.
Els primers anys del seu mandat es van caracteritzar pels enfrontaments amb la facció reunida al voltant de la comunitat de Cesarea,que tenien a Jeremies III (i posteriorment a Neòfit VI), com a capdavanters, encara que en aquesta població hi havia nascut Paisi. L'any 1731 des de Cesarea van intentar deposar-lo i restaurar Jeremies, però l'intent va fracassar. Un segon intent el setembre de 1732 va tenir èxit, i Jeremies III el va enderrocar. Quan més tard Jeremies es va haver de retirar per problemes de salut, va aconseguir la seu un patriarca de Nicomèdia (Serafí I) i més tard un altre de Cesarea (Neòfit VI) que va ostentar el poder durant sis anys.
Neòfit VI va ser deposat pel Gran Visir, que va permetre que Paisi fos nomenat per un segon mandat l'agost de 1740. Però tres anys més tard, el maig de 1743, les autoritats otomanes van deposar Paisi per qüestions financeres i Neòfit VI va ser restaurat. El tercer mandat de Paisi va començar el març de 1744, quan va enderrocar Neòfit. Poc després, li va sorgir un nou oponent: el metropolità de Nicomèdia i futur patriarca Ciril V, que es va queixar d'ell i va poder deposar-lo el 28 de setembre de 1748. Les queixes feien referència a com gestionava Paisi el tema financer. Per reduir els grans deutes del Patriarcat, Paisi havia augmentat la tributació sobretot dels laics, i això va provocar rebuig a la seva política.
El quart mandat de Paisi II va tenir lloc entre dos governs de Ciril V, i va començar els darrers dies de maig de 1751, quan Ciril va ser destituït pels metropolitans per les seves regulacions sobre impostos i per la seva posició a favor de la necessitat de rebatejar els conversos armenis i llatins. Ciril va ser recolzat per una gran part de la població i això va provocar disturbis que van culminar amb un violent assalt al Patriarcat i a l'empresonament del mateix Paisi. Posteriorment Paisi va ser deposat i Ciril V va tornar a ocupar el tron el 7 de setembre de 1752 a canvi de pagar a les autoritats otomanes 45.000 piastres.
Després de la seva quarta i última deposició, Paisi es va retirar al monestir de Kamariotissa a l'illa d'Halki, una de les Illes dels Prínceps, on va morir l'11 de desembre de 1756.